# 多布林鄉 (瑟拉日縣)

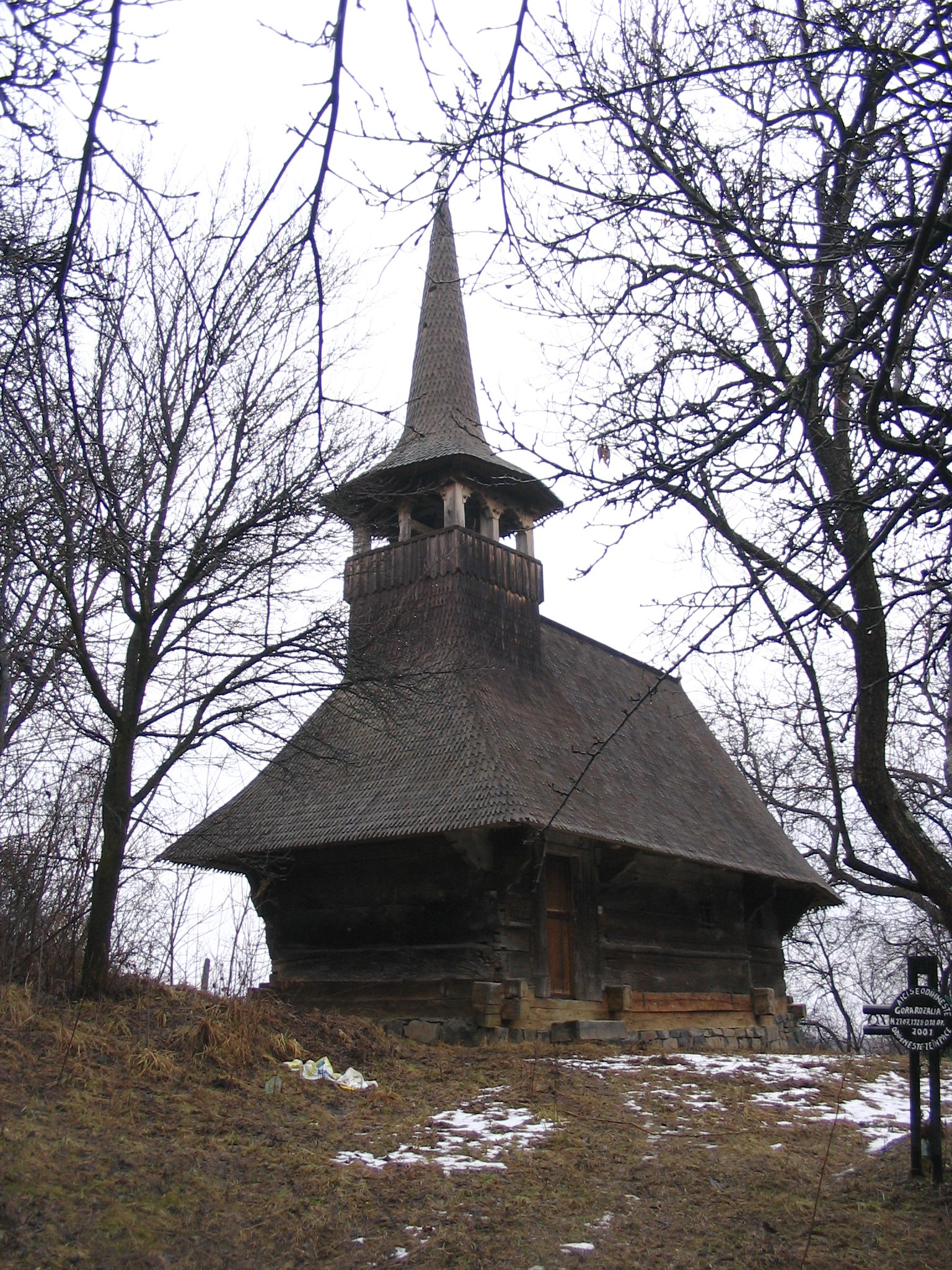

47°17′N 23°08′E / 47.283°N 23.133°E
多布林鄉（羅馬尼亞語：Comuna Dobrin, Sălaj），是羅馬尼亞的鄉份，位於該國西北部，由瑟拉日縣負責管轄，面積40平方公里，海拔高度296米，2007年人口1,733，人口密度每平方公里43人。